# Kattemolen

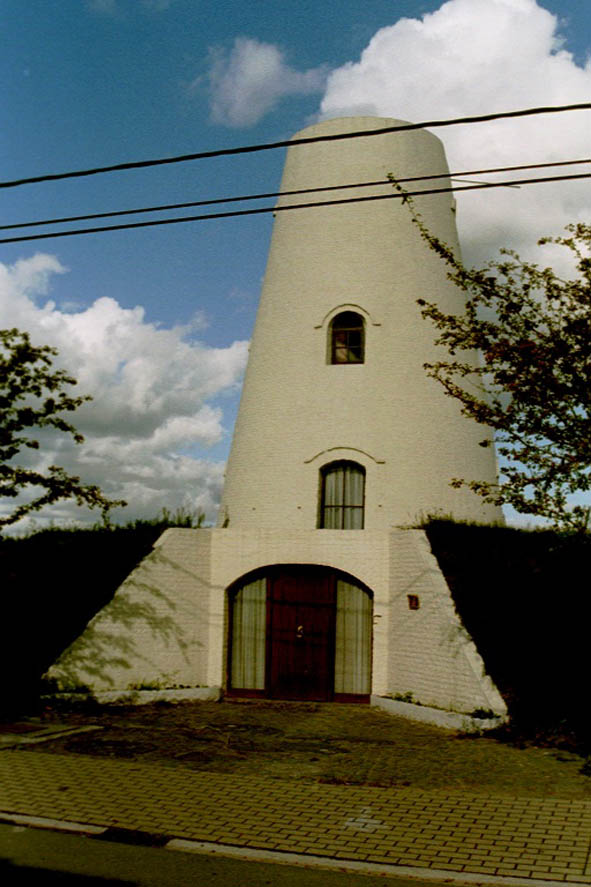
Kattemolen

De Kattemolen is een windmolenrestant in de Oost-Vlaamse plaats Zelzate, gelegen aan de Molenstraat 36 in de wijk De Katte.
Deze ronde stenen molen van het type beltmolen fungeerde als korenmolen.

## Geschiedenis
De molen werd opgericht omstreeks 1870. In 1913 werd een motor geplaatst en kwam er een mechanische maalderij, maar ook werd er op windkracht gemalen.
De molen brandde uit in 1950. De molenbelt werd afgegraven, maar omstreeks 2000 werd de romp gerenoveerd en ingericht als woonhuis. Toen werd ook de molenbelt weer aangebracht.